# Municipio de East Galena
El municipio de East Galena (en inglés: East Galena Township) es un municipio ubicado en el condado de Jo Daviess en el estado estadounidense de Illinois. En el año 2010 tenía una población de 1283 habitantes y una densidad poblacional de 21,18 personas por km².

## Geografía
El municipio de East Galena se encuentra ubicado en las coordenadas 42°24′49″N 90°22′38″O / 42.41361, -90.37722. Según la Oficina del Censo de los Estados Unidos, el municipio tiene una superficie total de 60.56 km², de la cual 60.15 km² corresponden a tierra firme y (0.68%) 0.41 km² es agua.

## Demografía
Según el censo de 2010, había 1283 personas residiendo en el municipio de East Galena. La densidad de población era de 21,18 hab./km². De los 1283 habitantes, el municipio de East Galena estaba compuesto por el 97.66% blancos, el 0.16% eran afroamericanos, el 0.16% eran amerindios, el 0.31% eran asiáticos, el 0.47% eran isleños del Pacífico, el 0.23% eran de otras razas y el 1.01% pertenecían a dos o más razas. Del total de la población el 2.88% eran hispanos o latinos de cualquier raza.